# Alto Malcantone
Alto Malcantone é uma comuna da Suíça, no Cantão Tessino, com cerca de 1.219 habitantes. Estende-se por uma área de 22,07 km², de densidade populacional de 55 hab/km². Confina com as seguintes comunas: Aranno, Bedano, Bioggio, Cademario, Curiglia con Monteviasco (IT-VA), Gravesano, Indemini, Manno, Miglieglia, Sigirino, Torricella-Taverne.
A língua oficial nesta comuna é o Italiano.